# Emil Carnestad
Emil Carnestad, född 27 juli 1992 i Limhamn, Malmö, är en svensk ishockeyspelare (Back) som spelar i IK Pantern (nr. 6).
Emil startade sin karriär i Limhamn Limeburners HC, för att sedan övergå till Malmö Redhawks, för att sedan flytta vidare till Frölunda Indians där han gick Hockeygymnasiet i 1½ år innan flyttkalaset gick tillbaka till Malmö och Redhawks.
Efter ha varit framträdande back i Malmös J20 lag säsongen 2010/2011 med sitt lugna och stabila backspel belönades Emil med ett juniorkontrakt med Malmös Allsvenska lag. Efter några år i Malmös A-lag begav det sig vidare till IK Pantern och spel i Division 1. Säsongen 13/14 var Emils första säsong i Pantern. Den slutade tyvärr tråkigt för Emil. Han var borta i 2 månaders tid med hjärnskakning. Vilket resulterade att IK Panter slutade på en kval plats neråt i division 1. Säsongen 14/15 var Emil tillbaka i spel för Pantern utan några symtom från sin kraftiga hjärnskakning. Emil var en av Panterns mest tongivande spelar den säsongen vilket resulterade att IK Pantern chockade hela hockey Sverige med att gå upp i Hockey Allsvenskan.